# Pedro de Fajardo
Fray Pedro de Fajardo (Córdoba, 21 de agosto de 1664–Buenos Aires, 16 de diciembre de 1729) era un fraile trinitario que fuera electo como sexto obispo de Buenos Aires desde 1716 hasta 1729.

## Biografía
Pedro de Fajardo nació el 21 de agosto de 1664 en Córdoba de Andalucía, España, hijo del caballero de la Orden de Calatrava José de Fajardo y descendiente de una de las principales familias de Murcia. Ingresó en la Orden Trinitaria a los 15 años. Fue prior de los conventos de Úbeda y Córdoba, definidor de la provincia, secretario provincial y examinador sinodal en Jaén.
El 19 de febrero de 1700 murió el obispo de Buenos Aires Antonio de Azcona Imberto. En abril de 1704 el rey Felipe V de España propuso para su reemplazo al fraile de la Orden de San Agustín Juan Bautista Sicardo, pero su candidatura no se sostuvo. En junio de 1708 se propuso a Pedro de Fajardo, quien tras un primer rechazo, accedió a comienzos de 1710.
El 13 de marzo recibió autorización para viajar a América junto a su sobrino Fernando Fajardo, hijo de José Carlos Fajardo y de Petronila de Cárdenas, en calidad de criado y al fraile trinitario Juan de la Reata. 
Fajardo salió de Cádiz el 25 de marzo de 1710 pero su nave fue capturada por una flota de los Países Bajos. Tras perder en el suceso sus pertenencias, fue liberado en Lisboa y regresó a Andalucía para esperar las instrucciones de la corona. Sin embargo, al recibir órdenes de reintentar el viaje, el 1 de noviembre de 1711, aduciendo carecer de las bulas papales confirmando su nombramiento, se negó a viajar y en dos cartas al rey declinó el nombramiento. 
Ante la situación, el Consejo de Indias propuso al franciscano Gabriel de Arregui y Gutiérrez, quien en enero de 1714 desde Córdoba, desde donde ejercía como responsable de las provincias de su orden, dio instrucciones al Deán Domingo Rodríguez de Armas para asumir en su nombre el gobierno de la diócesis.

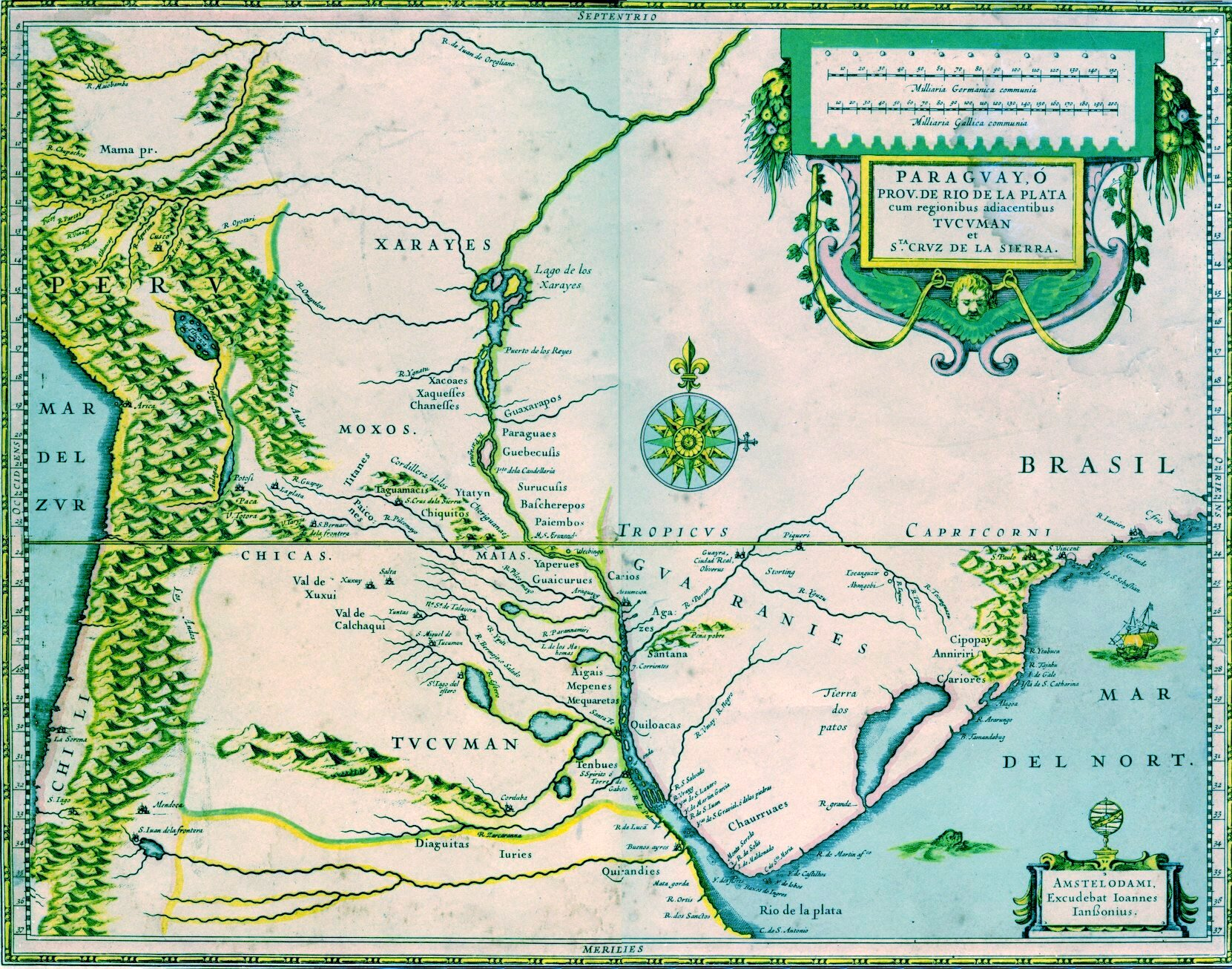
Provincia del Río de la Plata (ca.1600).

El 23 de junio de 1712 el papa Clemente XI dio curso al nombramiento pero en una confusa situación, al no tenerse noticias en Roma de la renuncia de Fajardo ni del consiguiente pedido de anulación del Rey de su nombramiento, el 22 de mayo de 1713 el papa nombró obispo de Buenos Aires a Fajardo quien esta vez aceptó el ofrecimiento, con lo que la designación de Arregui fue revocada por la corona. 
Fajardo obtuvo autorización para pasar a América el 26 de octubre de 1715 junto a su sobrino, a Juan Gómez, fraile confesor, y a dos criados, Juan Francisco de Mansilla y Bartolomé Díaz de la Zarza.
Se embarcó a fines de 1715 y en viaje a su sede fue consagrado obispo en Cartagena de Indias el 19 de enero de 1716. Encontrándose en Santiago de Chile, el 30 de septiembre envió un poder para que el canónigo Juan Guerrero de Escalona tomara posesión del obispado en su nombre. 
El 8 de marzo de 1717 Fajardo llegó finalmente a Buenos Aires, en momentos en que la ciudad era víctima de la peste, por lo que su primera medida fue disponer la compra de un vehículo para asistir con rapidez a las víctimas. 
A fines de abril de 1718 inició la visita diocesana. Recorrió su diócesis y visitó la del Paraguay donde ordenó 37 clérigos, tras lo que retornó a Buenos Aires el 30 de diciembre de ese año. En su visita de las Misiones jesuíticas guaraníes quedó tan impresionado que el 28 de mayo de 1721 escribiría al rey "No creo que se cometa aquí ni un pecado mortal siquiera". 
Durante su obispado dictó normas con el objeto de normalizar la situación matrimonial de los habitantes de la diócesis y destinadas a combatir el juego y el exceso en el consumo de bebidas alcohólicas.  Asimismo mantuvo un largo litigio relacionado con el cobro efectivo de los diezmos hasta conseguir finalmente el apoyo de un Real Ejecutoria firmada por Felipe V.
En el aspecto edilicio hubo una gran actividad. Se continuó la construcción de dos torres en la iglesia catedral y se repararon sus dos naves laterales. Se edificó la iglesia de San Nicolás, donde actualmente se encuentra emplazada la Plaza de la República y el obelisco. En 1710 se comenzó la construcción del templo de San Ignacio, en 1721 fue bendecida la piedra fundamental de la iglesia y convento de la Merced y con la llegada a la ciudad de los frailes franciscanos recoletos a principios de 1722 se inició la construcción de su convento.
Durante este período se erigieron las nuevas parroquias en Magdalena, Las Conchas, San Isidro, San Antonio de Areco, Luján y Arrecifes.
Las obras de beneficencia se canalizaron por la Hermandad de la Santa Caridad de Nuestro Señor Jesucristo, creada por Juan Guillermo González Aragón (1687-1768) y cuya principal tarea consistía en enterrar a los difuntos sin recursos. La Hermandad se encontraba bajo el patrocinio del arcángel San Miguel, cuya imagen fue regalada por el obispo y colocada en la iglesia de San Juan Bautista.
Fajardo presentó su renuncia en mayo de 1724 por considerar que sus dolencias y achaques, producto de la gota, le impedían el ejercicio de su función, pero el Consejo de Indias la desestimó. 
A principios de 1726 insistió en su dimisión, pero fue rechazada por el rey. 
En junio de 1727 acordó con el obispo del Paraguay José Palos los límites entre ambas diócesis, aceptándose que si bien se reconocía como límite el río Paraná, los pueblos de Candelaria, San Cosme y Santa Ana quedarían sujetos a la actividad pastoral del obispo asunceño.
Tras testamentar a favor del Seminario Pedro Fajardo falleció el 16 de diciembre de 1729 y sus restos fueron sepultados en la catedral. 
En las Actas del Cabildo Eclesiástico se conserva el registro del tratamiento y disposición del cuerpo del obispo fallecido:

"Después de pasadas tres horas se sacó el cuerpo de la Cama por manos de Sacerdotes y familiares[...] se colocó encima de dos bufetes con toda desencia cubierto con dos sábanas y luego inmediatamente se pasó según lo dispuesto en el Seremonial de Obispos a lavar el Cuerpo con agua de iervas odoríferas y vino, y echa esta diligencia se llamó a Dn.Alexos Riveira, ciruxano anatomista y a Joseph Yrueta también ciruxano y dos barberos, el uno llamado Jacinto y el otro Nicolás ambos al parezer mestisos y abrieron el cuerpo con la decencia y modestia q. pide el caso, a que asistieron dhos. Señores Prevendados, y habiendo sacado las entrañas y todo lo demás que se acostumbra, se llevó todo lo referido a sepultar, revestido el Cura Rector Dn. Juan Pascual de Leiva con cruz alta con acompañamto. de la maior parte del clero y dhos Señores Prevendados con sus mantos capitulares y todos con luzes encendidas hasta que se concluió este acto. Y luego inmediatamte. pasaron los dhos Ciruxanos a el emvalsamamiento, aviendose prevenido antes vastante porción de balsamo, almiscle, menjui y estoraque y otros ingredientes convenientes pa. esta función. Y luego incontinenti q. se dio fin al referido emvalsamamiento.".

El gobierno de la diócesis quedó a cargo del canónigo provisor José Antonio Meléndez de Figueroa hasta abril de 1731 en que fue nombrado fray Juan de Arregui y Gutiérrez.